# Christin Meyer
Christin Meyer (* 14. Oktober 2000) ist eine deutsche  Fußballspielerin.

## Karriere

### Vereine
Christin Meyer begann ihre Karriere bei ihrem Dorfverein SV Rugenbergen. Dort spielte sie als einziges Mädchen in einer Jungsmannschaft. Zum 1. Januar 2015 wechselte sie zum Hamburger SV in die U17-Mannschaft. Dort hörte sie nach einem halben Jahr aber wieder auf. Sie ging zum Jahr 2016 zum SV Henstedt-Ulzburg in die 2. Frauen-Bundesliga Nord und spielte da bis zum 30. Juni 2018.
Zum 1. Juli 2019 bekam sie einen Vertrag beim FF USV Jena. Das war ihr erster Verein in der Frauen-Bundesliga. Als der Verein nach der Saison 2019/20 an den FC Carl Zeiss Jena abgegeben wurde, ging auch Meyer mit. Mitte 2021 wechselte sie dann zum SV Werder Bremen. Bis zum Ende der Saison 2022/23 lief sie in der Bundesliga 35 Mal für Bremen auf und traf zweimal.
Im August 2024 wurde ihr Transfer zum Hamburger SV verkündet. In der Saison 2024/25 schaffte sie mit dem HSV als Tabellendritter den Aufstieg in die Bundesliga und erreichte das Halbfinale des DFB-Pokals, wobei sie wettbewerbsübergreifend in 31 Spielen zum Einsatz kam und elf Tore erzielte.

### Nationalmannschaft
Meyer bestritt zehn Länderspiele für die U19-Nationalmannschaft, in denen ihr ein Tor gelang.

## Erfolge
- Meisterin 2. Bundesliga Nord 2021 und Aufstieg in die Bundesliga[4]
- Aufstieg 2025 in die Bundesliga